# Trágico Black-Out
Trágico Black-Out é um romance da artista brasileira Luz del Fuego, pseudônimo de Dora Vivacqua, lançado em 1942.

## Resenha
A história é um noir sobre Paula, uma prostituta que se regenera ao se apaixonar por um leproso durante um blecaute na Segunda Guerra Mundial.

## Conteúdo
A obra possui elementos autobiográficos, com Paula sendo o alter ego da própria Luz del Fuego. Nele, Dora usa as confissões da personagem para relatar a hipocrisia, conservadorismo e traumas que sofreu durante o início de sua fase adulta. O livro usa as ideias de êxtase e morte para relatar suas sensações corpóreas. Ele traz relatos comprometedores sobre a sua vida, como o abuso que sofreu de seu cunhado, Carlos, que a fez ser enviada ao manicômio Casa de Saúde Dr. Eiras, e alusões à prostituição. O livro também expõe as opiniões de Dora sobre o que chamou de "blecaute social" e sobre naturismo.

## Histórico
A obra foi escrita por Luz del Fuego em 1942, sendo publicada pela Editora Coelho Branco Filho. Várias fontes trazem a data de publicação como 1947, o que é um erro. O livro não fez grande sucesso comercial. Além da baixa tiragem, mil exemplares, seu irmão, o senador Atílio Vivacqua, comprou mais da metade dos exemplares por causa dos elementos autobiográficos da obra e os incinerou. Atualmente, a única cópia física conhecida do livro está na Biblioteca Pública de Nova Iorque.